# Marcel Duijn
Marcel Duijn (né le 12 mai 1977 à Heemskerk) est un coureur cycliste néerlandais. Champion des Pays-Bas du contre-la-montre espoirs, il reçoit en 1999 le Gerrie Knetemann Trofee récompensant le meilleur espoirs cycliste néerlandais. Il est professionnel dans l'équipe Rabobank de 2000 à 2002.

## Palmarès
- 1995
  - Acht van Bladel
- 1997
  - 4e étape du Tour de Liège
  - 2e du Tour de Liège
- 1998
  -  Champion des Pays-Bas du contre-la-montre espoirs
  - Triptyque des Monts et Châteaux :
    - 2e étape
    - Classement général

  - Tour Beneden-Maas
  - 2e du championnat des Pays-Bas sur route espoirs
  - 2e de l'Olympia's Tour
  - 3e du Tour d'Overijssel
- 1999
  - Olympia's Tour :
    - Classement général
    - 10e étape

  - Tour de Seine-et-Marne

## Résultats sur les grands tours

### Tour d'Italie
- 2000 : abandon (14e étape[1])